# ستار بهشتی
سید ستّار بهشتی (۱ شهریور ۱۳۵۵ – ۱۳ آبان ۱۳۹۱) کارگر و وبلاگ‌نویس ایرانی بود که در ۹ آبان ۱۳۹۱ توسط پلیس فتا دستگیر شد. او به اتّهام «اقدام علیه امنیت ملی از طریق فعالیت در شبکهٔ اجتماعی و فیس‌بوک» بازداشت و به مکانی نامشخص منتقل شده بود. در مدّت بازجویی به شدت از سوی پلیس فتا شکنجه شد و به دلیل خون‌ریزی ریه، کبد، کلیه و مخچه کشته شد و در آرامستان رباط کریم (محل زندگی‌اش) به خاک سپرده شد. بر اساس گزارش ثبت شده در روابط عمومی بهشت زهرای تهران، بهشتی در ۱۳ آبان فوت کرده است. عموی ستار بهشتی در گفتگو با سایت سحام‌نیوز گفته زمانی که از مسئولان، علّت مرگ را جویا شدند به آن‌ها گفته شد: «خفه شوید و به شما ربطی ندارد.»
پس از انتشار خبر قتل بهشتی، ۴۱ نفر از زندانیان سیاسی در نامه‌ای که در سایت کلمه منتشر شد اعلام کردند که «ستار بهشتی روزهای ۱۰ و ۱۱ آبان ۱۳۹۱ در بند ۳۵۰ اوین بوده و آثار شکنجه در تمام قسمت‌های مختلف بدنش مشهود بوده است». در این نامه گفته شده که بهشتی در بازداشتگاه پلیس ایران مورد ضرب و شتم قرار گرفته، از سقف آویزان شده، دست‌هایش را به صورت قپانی بسته‌اند و با لگد به سر و گردنش ضربه زده‌اند. کمپین بین‌المللی حقوق بشر در ایران در گزارشی که در ۱۹ آبان ۱۳۹۱ منتشر کرد به نقل از یکی از بستگان بهشتی که جنازهٔ او را دیده بود نوشت: «روی سرش فرورفتگی بزرگی بوده و روی سرش گچ کشیده بودند. صورتش باد کرده بوده است. به محض این که بند کفن را باز کردند از کنار زانوی راستش به کفن خون زده و کفن کاملاً خونی شده است. علائمی از کالبد شکافی هم روی بدنش بوده است.» مادر ستار بهشتی نیز در مصاحبه با سحام‌نیوز از خونی بودن کفن وی در هنگام دفن کردن سخن گفته است.
ویکتوریا نولاند سخنگوی وزارت امور خارجه آمریکا، در ۹ نوامبر ۲۰۱۲ ضمن اشاره به این‌که «این وبلاگ‌نویس ۳۵ ساله، گناهی جز بیان عقیدهٔ سیاسی خود، مرتکب نشده بود» از مسئولان جمهوری اسلامی خواست چگونگی این قتل را بررسی کنند.

## سیر تاریخی رخدادها
۸ آبان ۱۳۹۱: ستار بهشتی در آخرین پست خود در وبلاگش نوشت:
دیروز بنده را تهدید کردند به مادرت بگو به زودی رخت سیاه باید بپوشد، دهان گشادت را نمی‌بندی می‌گویم کاری انجام نمی‌دهم که لازم به بستن دهانم باشد می‌گویند وراجی زیاد می‌کنی، می‌گویم چیزی که می‌بینم و می‌شنوم را می‌نویسم، می‌گویند هرکاری بخواهیم می‌کنیم هر رفتاری را انجام می‌دهیم، شما باید خفه شوید و اطلاع‌رسانی نکنید وگرنه خفه خواهید شد بدون نام و نشان! بدون اینکه کسی بداند چه بر سر شما آمده!
۹ آبان ۱۳۹۱: ستار بهشتی توسط نیروهای پلیس فتا (پلیس فضای تولید و تبادل اطلاعات) به اتّهام «اقدام علیه امنیت ملی از طریق فعالیت در شبکه اجتماعی و فیس‌بوک» بازداشت شد.
۱۰ آبان ۱۳۹۱: ستار بهشتی وارد بند ۳۵۰ زندان اوین شد. این زندانی پیش از انتقال به بند در بهداری بستری بوده است.
۱۱ آبان ۱۳۹۱: ستار بهشتی با دستخط خود از بازجویانش به خاطر شکنجه، شکایت کرد. وی در این روز از بند ۳۵۰ اوین به مکان نامعلومی منتقل شد.
۱۳ آبان ۱۳۹۱: روز مرگ ستار بهشتی به روایت غلامحسین محسنی‌اژه‌ای دادستان کل کشور: در روز ۱۳ آبان پلیس اعلام می‌کند که «برای وی ناهار بردیم اما فهمیدیم او فوت کرده است.»
۱۶ آبان ۱۳۹۱: سایت اصلاح طلب کلمه خبر مرگ این وبلاگ نویس را منتشر کرد و نوشت که به خانواده ستار بهشتی اطلاع داده شده که برای تحویل گرفتن جنازه او به پزشکی قانونی کهریزک مراجعه کنند.
۱۸ آبان ۱۳۹۱: جنازهٔ ستار بهشتی در بهشت زهرا غسل داده شد و در قبرستان رباط کریم دفن شد.
منصور حقیقت پور نایب رئیس کمیسیون امنیت ملی اعلام کرد که «در خصوص ستار بهشتی مسئله به گونه‌ای نیست که از سوی کمیسیون نیاز به ورود باشد و قطعاً در صورت لزوم دستگاه‌های متولی به این مسئله خواهند پرداخت و تا این لحظه نیز گزارشی در این زمینه به کمیسیون امنیت ملی نرسیده است.»
۱۹ آبان ۱۳۹۱: سازمان عفو بین‌الملل با انتشار بیانیه‌ای گفت که گزارش‌های رسیده حکایت از آن دارند که ستار بهشتی، وبلاگ‌نویس فوت شده در حین بازجویی در زندان، بر اثر شکنجه کشته شده است و از دولت ایران خواست که در این خصوص تحقیق کند.
۲۰ آبان ۱۳۹۱: ۴۱ زندانی سیاسی، از جمله چهره‌هایی چون محمدعلی دادخواه، علیرضا رجایی و علیرضا بهشتی شیرازی گواهی‌نامه‌ای را امضا کردند و گفته‌اند: «زمانی که ستار به بند ۳۵۰ آورده شد آثار شکنجه در تمام قسمت‌های مختلف بدنش مشهود بود و وی در شرایط کاملاً دردناک و مجروحی قرار داشت.» زندانیان سیاسی امضاکننده این گواهی‌نامه می‌گویند بهشتی از اوین به بازداشتگاه پلیس امنیت منتقل شده و هنگام انتقال نگران بوده و گفته: «اینها قصد کشتن مرا دارند.»
۲۱ آبان ۱۳۹۱: احمد توکلی نماینده مردم تهران در مجلس ضمن انتقاد از سکوت دستگاه قضایی نسبت به موضوع مرگ یک وبلاگ‌نویس در زندان گفت: «دولت‌های خارجی در اینباره غوغا به پا کردند چرا وزارت خارجه و دستگاه قضایی در این خصوص توضیح نمی‌دهند، مرگی اتفاق افتاده و باید توضیح داده شود.»
محمدحسن ابوترابی‌فرد، نایب رئیس مجلس ایران گفته است که کمیسیون امنیت ملی و سیاست خارجی مجلس این موضوع را بررسی کرده و کمیته‌ای را برای پیگیری تشکیل داده است.
محمدرضا تقوی فرد مدیر مسئول و سردبیر  خورشید (روزنامه) در مصاحبه با شبکه ایران وابسته به روزنامه ایران از عملکرد قوه قضاییه  در اداره امور زندانها و متهمان انتقاد کرده و کشته شدن ستار بهشتی را نتیجه بی توجهی قوه قضاییه به حقوق متهمان و بازداشت شدگان دانست. او مقاله ای در باره کشته شدن ستار بهشتی در روزنامه خورشید نوشت که منجر به احضار وی به شعبه ۹ دادسرای فرهنگ و رسانه توسط قاضی غلامرضا منصوری با شکایت مدعی العموم  شد. 
ستاد حقوق بشر قوه قضاییه با صدور بیانیه‌ای از عزم جدی دستگاه قضایی کشور برای برخورد سریع، قاطع و بدون اغماض با مقصر یا مقصرین فوت یک شهروند ایرانی در زندان خبر داد.
جبهه مشارکت ایران اسلامی نیز با صدور بیانیه‌ای ضمن محکومیت شکنجه و قتل احتمالی ستار بهشتی خواستار ابهام زدایی دربارهٔ سرنوشت او شد.
۲۲ آبان ۱۳۹۱: علاءالدین بروجردی، رئیس کمیسیون امنیت ملی و سیاست خارجی مجلس شورای اسلامی گفت: پیگیری مرگ این وبلاگ‌نویس به کمیتهٔ امنیت کمیسیون امنیت ملی و سیاست خارجی مجلس واگذار شده است که ریاست آن بر عهده محمدرضا محسنی‌ثانی است. پیش‌تر نایب رئیس کمیسیون امنیت ملی مجلس شورای اسلامی گفته‌بود مسئله مرگ ستار بهشتی به گونه‌ای نیست که نیازی به ورود کمیسیون به آن باشد.
در ساعت ۱۴ جلسه‌ای برای پیگیری موضوع قتل احتمالی بهشتی در محل کمیسیون امنیت ملی و سیاست خارجی مجلس و با حضور مسئولان ناجا برگزار شد. طبق اطلاعات اولیهٔ علاءالدین بروجردی آثار ضرب و شتم در بدن بهشتی دیده نشده است. تنها چند ساعت پس از ادعای علاءالدین بروجردی، پزشکی قانونی تأیید کرد که ۵ نقطه از جسد ستار بهشتی «از جمله ساق پا، دست، پشت کتف و یکی از ران‌های او» دارای علامت کبودی بوده است.
۲۳ آبان ۱۳۹۱: احمدرضا رادان جانشین فرماندهٔ نیروی انتظامی ایران، گفت که «پلیس از درگذشت ستار بهشتی متأسف است» و به مردم اطمینان داد که اگر قصوری صورت گرفته باشد با متخلفان برخورد قاطع خواهد شد.
عباس جعفری دولت‌آبادی دادستان تهران، اعلام کرد در ارتباط با این پرونده چند نفر بازداشت شده‌اند. بنا به گفتهٔ برخی منابع خبری نزدیک به اصول‌گرایان چند تن از بازجوهای ستار بهشتی در میان بازداشت‌شدگان هستند.
۲۴ آبان ۱۳۹۱: صادق لاریجانی گفت: «قطعاً اگر اثبات شود که مرگ این شهروند در اثر اهمال یا شکنجه در زمان بازداشت بوده است، مأموران و مسئولان این حادثه مجازات خواهند شد.»
گزارش کمیسیون امنیت ملی مجلس ایران در مورد مرگ ستار بهشتی منتشر شد. در گزارش قرائت شده کمیسیون امنیت ملی، که در ۲۸۰ کلمه و ۴ بند تنظیم شده بود، تاریخ مرگ ستار بهشتی ۷ روز با تاریخی که پیش‌تر توسط قوه قضائیه اعلام شده بود تفاوت داشت. همچنین طبق این گزارش زمان دستگیری ستار بهشتی نیز با آنچه پیش‌تر توسط سخنگوی دستگاه قضایی اعلام شده بود ۹ روز تفاوت داشت. ساعاتی بعد، کمیسیون امنیت ملی به خبرگزاری‌های ایران اعلام کرد که تناقضات وجود در متن به علت اشتباه تایپی بوده و با ارسال اصلاحیه‌ای این متن را تصحیح کرد.
۲۵ آبان ۱۳۹۱: ابوالفضل عابدینی یکی از زندانیان سیاسی حاضر در بند ۳۵۰ زندان اوین که طی روزهای گذشته به عنوان شاهد مقابل بازپرس ویژه مرگ ستار بهشتی حاضر شده و در مورد وضعیت و نامه ستار بهشتی شهادت داده بود، پنجشنبه بدون اطلاع قبلی به زندان اهواز تبعید شد.
۲۹ آبان ۱۳۹۱: احمد شجاعی، رئیس سازمان پزشکی قانونی ایران بیان کرد که «نتیجهٔ قطعی آزمایش‌ها در مورد علت اصلی مرگ طی روزهای آینده اعلام می‌شود، اما از نظر ما این فرد به مرگ طبیعی مرده است.» وی همچنین گفت که «هرچند ممکن است کبودی‌های روی بدن ستار بهشتی، بر اثر ضرب و شتم باشد، اما این کبودی‌ها نمی‌تواند عامل مرگ باشد».
۱ آذر ۱۳۹۱: رئیس سازمان پزشکی قانونی اعلام کرد که «بررسی علت مرگ ستار بهشتی به پایان رسیده، اما هنوز اجازه انتشار نداریم».
مهدی دواتگری نماینده ویژه مجلس شورای اسلامی در پرونده درگذشت ستار بهشتی، اقدام نیروی انتظامی در نگهداری وی در تحت نظرگاه فتا را غیرقانونی اعلام کرد. وی اعلام کرد که نیروی انتظامی به جای انتقال ستار بهشتی به بازداشتگاه آگاهی، وی را به «تحت نظرگاه پلیس فتا» منتقل کرد و دو شبانه روز هم او را آنجا نگهداری کرد که در نهایت متهم در آنجا درگذشت.
۲ آذر ۱۳۹۱: اطلاعیه دادستانی تهران جزئیات بیشتری از مرگ ستار بهشتی ارائه می‌کند: «در تاریخ ۱۰ آبان متهم به همراه مأموران به شعبه بازپرسی اعزام گردیده و پلیس فتا طی گزارشی درخواست می‌کند به لحاظ انجام تحقیقات بیشتر در مورد متهم ده روز در اختیار مأموران پلیس فتا قرار گیرد.»
در بخش دیگری از این اطلاعیه نطر کمیسیون پزشکی ۷ نفره (پزشکان متخصص پزشکی قانونی) که به تاریخ ۳۰ آبان صادر گردیده، آمده است: «محتمل‌ترین علت منجر به فوت می‌تواند پدیدهٔ شوک باشد که در صورت احراز ایراد ضربه یا ضربات به نقاط حساس بدن یا فشارهای شدید روانی، این عوامل می‌تواند عامل شوک مذکور باشد.»
۶ آذر ۱۳۹۱: مهدی دواتگری نماینده ویژه مجلس شورای اسلامی در پرونده درگذشت ستار بهشتی، تخلف پلیس در پرونده ستار بهشتی را «محرز» دانسته و اعلام کرده است که پلیس فتا آقای بهشتی را «بدون دستور قضایی» و به‌طور «کاملاً غیرقانونی» نگهداری کرده است. مهدی دواتگری همچنین گفته است که «ابراز برائت پلیس از اشتباه صورت گرفته که منجر به هزینه برای نظام شده، با برکناری یا استعفای فرماندهی پلیس سایبری ایران، سرتیپ کمال هادیانفر، امکان‌پذیر است».
۱۰ آذر ۱۳۹۱: گوهر عشقی، مادر ستار بهشتی در مصاحبه با دویچه‌وله از رو به رو شدن با «قاتلان» پسرش خبر داده است. وی در این مصاحبه گفته است که به دلیل آنکه مأموران امنیتی حکم بازداشت دخترش را داشته‌اند، مجبور شده است که رضایت بدهد.
۱۱ آذر ۱۳۹۱: اسماعیل احمدی مقدم، فرمانده پلیس ایران، سرهنگ محمدحسن شکریان، رئیس پلیس فتای تهران را در جریان رسیدگی به پرونده ستار بهشتی از کار برکنار کرد. «قصور و ضعف در نظارت کافی بر عملکرد پرسنل تحت امر و روند رسیدگی پرونده متوفی» دلیل برکناری وی عنوان شد.
۱۳ آذر ۱۳۹۱: غلامحسین محسنی اژه‌ای، سخنگوی قوه قضائیه ایران تأیید کرد که در این پرونده «تاکنون ضرب و شتم و بددهانی مشخص شده است». وی همچنین گفت: «پس از تحقیق از مأموران نیروی انتظامی ۷ نفر از آن‌ها بازداشت شدند که دو یا سه نفر از آن‌ها با قرار قانونی هم‌اکنون آزاد هستند.»
۲۳ آذر ۱۳۹۱: براساس گفتهٔ یک منبع آگاه به بی‌بی‌سی فارسی، در مراسم چهلم ستار بهشتی مأموران امنیتی به خانواده ستار بهشتی حمله کرده‌اند و خواهر و مادر او را مورد ضرب و شتم قرار داده‌اند به گونه‌ای که روسری از سر خواهر ستار بهشتی افتاده است.
۲۸ آذر ۱۳۹۱: علی مطهری، نمایندهٔ مردم تهران در مجلس شورای اسلامی ایران خواستار عذرخواهی وزیر کشور و فرماندهٔ پلیس از خانوادهٔ ستار بهشتی شد. علاوه بر این، وی مرگ طبیعی ستار بهشتی را نیز رد کرد: «محال است بهشتی به مرگ طبیعی فوت کرده باشد، خصوصاً که وی جوانی با بنیه جسمی قوی بوده است.»
۱ دی ۱۳۹۱: مادر ستار بهشتی در گفتگو با مادران پارک لاله از شکسته بودن چند انگشت و پای ستار بهشتی در هنگام شستشوی جسد وی خبر داده است. همچنین وی بیان کرد که پیش از این نیز از روی دست خط ستار که در درون زندان نوشته شده بود به این موضوع پی برده بود که ستار به راحتی نمی‌توانسته حروف شکسته را مطابق روال همیشگیش بنویسد و احتمالاً انگشتانش آسیب دیده بوده است. این سخنان را در حالی مادر ستار بهشتی بیان کرده است که در هیچ‌یک از گزارش‌های رسمی اشاره‌ای به این مورد نشده است.
۹ دی ۱۳۹۱: ۵۰روز پس از مرگ ستار، در گزارش محرمانه پزشکی قانون فاش شد:ستار بهشتی بر اثر ضربه و شوک فیزیکی و متلاشی شدن، بیضه‌اش کشته شده است. همچنین آثار سوختگی نیز در ناحیه بیضه‌های وی نیز ثبت شده است.
۲ مهر ۱۳۹۲: مادر ستار بهشتی با نوشتن نامه‌ای به بان کی مون، دبیرکل سازمان ملل متحد، از وی خواست در جریان اولین سفر حسن روحانی به نیویورک که به منظور حضور در شصت و هشتمین مجمع عمومی سازمان ملل متحد برگزار شده بود، با وی در خصوص رسیدگی صحیح به پرونده قتل پسرش مذاکره و همکاری وی را به دست آورد.
۱۸ آبان ۱۳۹۲: رضا حیدرپور که پس از مرگ ستار بدن او را معاینه کرد و در گزارش خود آثار ضرب و شتم و شکنجه‌هایی که روی بدن ستار بود را در پرونده وی درج کرده بود بازداشت شد و به بند ۲۰۹ انتقال یافت.
 ۱ اردیبهشت ۱۳۹۴:روز سه شنبه شعبه ۲۸ دادگاه انقلاب با ارسال احضاریه‌ای برای رضا حیدرپور، پزشک سابق زندان اوین که حاضر نشده بود دربارهٔ ستار بهشتی گزارش دروغ بدهد، او را برای محاکمه فراخواند.
۱۱ اردیبهشت ۱۳۹۴: شاهین نجفی، خواننده و ترانه‌سرای ایرانی مقیم آلمان، در آلبوم جدیدش «ص»، ترانه‌ای به نام «یواشکی» اجرا کرد و در آن به ماجرای «ستار بهشتی» پرداخت.
۱۲ خرداد ۱۳۹۵: گزارش شد که رضا حیدرپور، پزشکی که ستار بهشتی را هنگام ورود به زندان معاینه کرده بود، به شش ماه حبس محکوم شده است. آقای حیدرپور که حدود سه سال پیش نیز بازداشت شده بود به هنگام ورود ستار بهشتی به زندان آثار ضرب و جرح بر بدن او را گزارش کرده بود. پس از آن حیدرپور دیگر اجازه معاینه و درمان زندانیان سیاسی را پیدا نکرده و به بند دیگری منتقل شده بود.
۵ شهریور ۱۳۹۵: در مراسم سالروز تولد ستار بهشتی مأموران امنیتی که بر ورود و خروج مهمانان نظارت داشتند خواهر او و یک نفر دیگر را بازداشت کردند و از بعضی شرکت‌کنندگان در مراسم خواستند که به مراجع قضایی مراجعه کنند. دادستان رباط کریم شرکت کنندگان در این مراسم را معاند نظام قلمداد کرد.

## گرفتن رضایت با تهدید
در سال ۱۳۹۱ مأموران امنیتی با آمدن به خانهٔ مادر ستار بهشتی، پس از نشان دادن سه قاتل و شکنجه گر پسرش، با تهدید به بازداشت دخترش، به زور، از او رضایت گرفتند.

## دیدار کاترین اشتون با مادر ستار بهشتی
کاترین اشتون مسئول سیاست خارجی اتحادیه اروپا ضمن سفری که به ایران داشت با «فعالان زن» دیدار کرد و آنطور که لیز دوست خبرنگار بی‌بی‌سی در صفحه توئیتر خود نوشته گوهر عشقی مادر ستار بهشتی یکی از ۷ زنی بود که اشتون با آن‌ها دیدار داشته است.

## حکم دادگاه در محکومیت قاتل
این پرونده پس از کش و قوس‌های فراوان در ۱۶ مرداد ۱۳۹۳ منجر به صدور کیفرخواست با اتهام قتل شبه عمد برای اکبر تقی‌زاده قاتل وی شد. قاتل به سه سال حبس تعزیری، دو سال اقامت اجباری (تبعید) در نقطهٔ معین و ۷۴ ضربه شلاق محکوم شد. اولیای دم ستار بهشتی به این موضوع اعتراض کردند و پرونده برای اظهارنظر به دادگاه عمومی ارجاع شد و این مرجع با رد اعتراض اولیای دم، در نهایت نظر دادستانی مبنی بر شبه‌عمد بودن قتل ستار بهشتی را تأیید کرد.
در کتابی که پژوهشگاه قوه قضائیه در سال ۱۴۰۱ منتشر کرده، نویسنده از عدم افشای دلیل مرگ ستار بهشتی انتقاد کرده است.

## روز دوستی میان مردم ایران و آمریکا
برایان هوک، نمایندهٔ ویژه وزارت خارجه آمریکا در امور ایران، در ۱ شهریور ۱۳۹۸، روز ۱ شهریور مصادف با روز تولد ستار بهشتی را «روز دوستی میان مردم ایران و آمریکا» نامید. این اظهارنظر برایان هوک واکنشی به درخواست گوهر عشقی مادر ستار بهشتی بود که پیشتر در نامه‌ای به دونالد ترامپ خواستار اعلام این روز به عنوان روز دوستی میان مردم ایران با مردم آمریکا شده بود.

## بنیاد ستار بهشتی
در سال ۲۰۲۱ بنیاد ستار بهشتی     به خواست مادر ستار گوهر عشقی و به مدیریت مجید نیک‌نام، از دوستان ستار در کالیفرنیا به ثبت رسید و شروع به فعالیت نمود.